# Cratere Weierstrass
Weierstrass è un cratere lunare intitolato al matematico tedesco Karl Weierstraß; è situato nella parte orientale della Luna, attaccato al bordo settentrionale del Gilbert. Inoltre, giace molto vicino al cratere Van Vleck, una formazione molto simile, situata a sud-ovest di Weierstrass. A causa della sua posizione, è di difficile osservazione dalla Terra.
Il fondo del cratere appare piano e anche il bordo, pur essendo interrotto da piccoli ma irrilevanti, crateri d'impatto, mantiene una forma circolare evidente.
Il cratere è stato rinominato di recente dalla IAU: precedentemente, il cratere era indicato come "Gilbert N".